# Archangiopteris tonkinensis
Archangiopteris tonkinensis là một loài dương xỉ trong họ Marattiaceae. Loài này được Hayata Ching mô tả khoa học đầu tiên năm 1958.